# Hans Gerschwiler
Hans Gerschwiler (Winterthur, 20 juni 1921 – Pinehurst, 27 september 2017) was een Zwitsers kunstschaatser. Hij nam in 1948 deel aan de Olympische Winterspelen in Sankt Moritz en won er zilver. Het jaar ervoor werd hij zowel wereld- als Europees kampioen.

## Biografie
Hans Gerschwiler had in zijn jeugd het geluk om twee professionele kunstschaatsers en coaches om zich heen te hebben: zijn ooms Arnold en Jacques Gerschwiler. Toen Arnold in Groot-Brittannië woonde, trainde hij onder andere de olympiërs Cecilia Colledge, Sjoukje Dijkstra, Ede Király, László en Marianna Nagy, Megan Taylor en Ája Vrzáňová, terwijl Jacques verantwoordelijk was voor Colledge en Jeannette Altwegg. Hans begon zijn carrière met Arnold in Zwitserland en won op de nationale kampioenschappen van 1938 en 1939 goud bij de mannen. Daarnaast werd in 1939 hij vijfde bij de Europese kampioenschappen. Toen de Tweede Wereldoorlog uitbrak, woonde hij met Jacques in Groot-Brittannië en werkte hij in een fabriek. Daardoor kon hij nauwelijks trainen.
Na de oorlog keerde Hans echter in volle glorie terug. Hij won in 1946, 1947 en 1948 de Zwitserse nationale kampioenschappen. In 1947 was hij tevens de Europees en wereldkampioen, terwijl hij in 1948 de tweede plek bezette bij beide kampioenschappen en op de Olympische Winterspelen. Telkens moest hij de titel laten aan de Amerikaan Dick Button, zelfs op de Europese kampioenschappen die dat jaar zowel bij de mannen als de vrouwen naar een Noord-Amerikaan(se) ging. Na de Spelen van 1948 werd Hans Gerschwiler een professioneel kunstschaatser. Hij emigreerde later naar Canada en vervolgens de Verenigde Staten om er te werken als coach.
Gerschwiler huwde in 1953 en werd vader van vijf kinderen. Hij overleed in 2017.

## Belangrijke resultaten
| Kampioenschap           | 1938 | 1939 |  | 1946 | 1947 | 1948   |
| ----------------------- | ---- | ---- |  | ---- | ---- | ------ |
| Olympische Spelen       |      |      |  |      |      | Zilver |
| Wereldkampioenschap     |      |      |  |      | Goud | Zilver |
| Europees kampioenschap  |      | 5e   |  |      | Goud | Zilver |
| Nationaal kampioenschap | Goud | Goud |  | Goud | Goud | Goud   |

- Gemeinsame Normdatei: 1141268779
- Virtual International Authority File: 19150807383918862879
- WorldCat: E39PBJyRx4Xc6PHjJhw7bvF9Xd